# Чемпіонат Європи з футболу 2004 (склади команд)/Росія

## Складзбірної Росіїначемпіонаті Європи 2004
| №               | Гравець            | Клуб (у 2004)      | Дата народження   | Вік      | Ігор                        | Голів                       |                             |
| Воротарі        | Воротарі           | Воротарі           | Воротарі          | Воротарі | Воротарі                    | Воротарі                    | Воротарі                    |
| --------------- | ------------------ | ------------------ | ----------------- | -------- | --------------------------- | --------------------------- | --------------------------- |
| 1               | Сергій Овчинніков  | Локомотив (Москва) | 11 жовтня 1970    | 33       |                             |                             |                             |
| 12              | В'ячеслав Малафєєв | Зеніт              | 4 березня 1979    | 25       |                             |                             |                             |
| 23              | Ігор Акінфєєв      | ЦСКА (Москва)      | 8 квітня 1986     | 18       |                             |                             |                             |
| Нападники       |                    |                    |                   |          |                             |                             |                             |
| 3               | Дмитро Сичов       | Локомотив (Москва) | 26 жовтня 1983    | 20       |                             |                             |                             |
| 9               | Дмитро Буликін     | Динамо (Москва)    | 20 листопада 1979 | 24       |                             |                             |                             |
| 11              | Олександр Кержаков | Зеніт              | 27 листопада 1982 | 21       |                             |                             |                             |
| 18              | Дмитро Кириченко   | ЦСКА (Москва)      | 17 січня 1977     | 27       |                             |                             |                             |
| Півзахисники    |                    |                    |                   |          |                             |                             |                             |
| 2               | Владислав Радімов  | Зеніт              | 26 листопада 1975 | 28       |                             |                             |                             |
| 4               | Олексій Смертін    | Портсмут           | 1 травня 1975     | 29       |                             |                             |                             |
| 5               | Андрій Каряка      | Крила Рад (Самара) | 1 квітня 1978     | 26       |                             |                             |                             |
| 6               | Ігор Семшов        | Торпедо (Москва)   | 6 квітня 1978     | 26       |                             |                             |                             |
| 7               | Марат Ізмайлов     | Локомотив (Москва) | 21 вересня 1982   | 21       |                             |                             |                             |
| 8               | Ролан Гусєв        | ЦСКА (Москва)      | 17 вересня 1977   | 26       |                             |                             |                             |
| 10              | Олександр Мостовой | Сельта (Віго)      | 22 серпня 1968    | 35       |                             |                             |                             |
| 15              | Дмитро Аленічев    | Порту              | 20 жовтня 1972    | 31       |                             |                             |                             |
| 19              | Володимир Бистров  | Зеніт              | 31 січня 1984     | 20       |                             |                             |                             |
| 20              | Дмитро Лоськов     | Локомотив (Москва) | 12 лютого 1974    | 30       |                             |                             |                             |
| 22              | Євген Алдонін      | ЦСКА (Москва)      | 22 січня 1980     | 24       |                             |                             |                             |
| Захисники       |                    |                    |                   |          |                             |                             |                             |
| 13              | Роман Шаронов      | Рубін (Казань)     | 8 лютого 1976     | 28       |                             |                             |                             |
| 14              | Олександр Анюков   | Крила Рад (Самара) | 28 вересня 1982   | 21       |                             |                             |                             |
| 16              | Вадим Євсєєв       | Локомотив (Москва) | 8 січня 1976      | 28       |                             |                             |                             |
| 17              | Дмитро Сєнніков    | Локомотив (Москва) | 24 червня 1976    | 27       |                             |                             |                             |
| 21              | Олексій Бугаєв     | Торпедо (Москва)   | 25 серпня 1981    | 22       |                             |                             |                             |
| Головний тренер |                    |                    |                   |          |                             |                             |                             |
| Росія           | Георгій Ярцев      |                    | 11 квітня 1948    | 56       | Середній вік гравців: 26,15 | Середній вік гравців: 26,15 | Середній вік гравців: 26,15 |
|                 |                    |                    |                   |          |                             |                             |                             |

| Гравців національного чемпіонату: | Гравців національного чемпіонату: | 20   |
|                                   | Локомотив (Москва)                | 6    |
|                                   | Зеніт, ЦСКА (Москва)              | по 4 |
|                                   | Крилья Совєтов, Торпедо (Москва)  | по 2 |
|                                   | Динамо (Москва), Рубін (Казань)   | по 1 |
| Легіонерів:                       | Легіонерів:                       | 3    |
|                                   | Англія, Іспанія, Португалія       | по 1 |